# Biatlo nos Jogos Olímpicos de Inverno de 2018 - Largada coletiva masculina
A largada coletiva masculina 15 km do biatlo nos Jogos Olímpicos de Inverno de 2018 foi disputada no Centro de Biatlo Alpensia, em Daegwallyeong-myeon, Pyeongchang, em 18 de fevereiro.

## Medalhistas
| Ouro   | FRA Martin Fourcade     |
| Prata  | GER Simon Schempp       |
| Bronze | NOR Emil Hegle Svendsen |

## Resultados
| Pos. | Bib | Atleta                     | Tempo   | Penalidades (P+P+S+S) | Diferença |
| ---- | --- | -------------------------- | ------- | --------------------- | --------- |
| 01 ! | 2   | FRA Martin Fourcade        | 35:47.3 | 2 (1+0+0+1)           | –         |
| 02 ! | 14  | GER Simon Schempp          | 35:47.3 | 1 (0+0+0+1)           | +0.0      |
| 03 ! | 15  | NOR Emil Hegle Svendsen    | 35:58.5 | 2 (1+0+1+0)           | +11.2     |
| 4    | 19  | GER Erik Lesser            | 35:58.9 | 2 (0+0+0+2)           | +11.6     |
| 5    | 8   | GER Benedikt Doll          | 36:06.1 | 1 (0+0+1+0)           | +18.8     |
| 6    | 18  | AUT Julian Eberhard        | 36:18.0 | 3 (1+0+1+1)           | +30.7     |
| 7    | 20  | NOR Erlend Bjøntegaard     | 36:19.4 | 2 (0+0+2+0)           | +32.1     |
| 8    | 10  | NOR Tarjei Bø              | 36:21.9 | 3 (1+0+2+0)           | +34.6     |
| 9    | 25  | SWE Jesper Nelin           | 36:21.9 | 2 (0+2+0+0)           | +34.6     |
| 10   | 6   | SLO Jakov Fak              | 36:23.4 | 1 (0+0+1+0)           | +36.1     |
| 11   | 29  | CZE Ondřej Moravec         | 36:23.6 | 1 (0+0+0+1)           | +36.3     |
| 12   | 9   | AUT Dominik Landertinger   | 36:47.3 | 1 (0+0+1+0)           | +1:00.0   |
| 13   | 1   | GER Arnd Peiffer           | 36:47.5 | 4 (1+0+1+2)           | +1:00.2   |
| 14   | 16  | AUT Simon Eder             | 37:01.0 | 3 (1+0+0+2)           | +1:13.7   |
| 15   | 26  | SWE Fredrik Lindström      | 37:02.6 | 3 (0+0+2+1)           | +1:15.3   |
| 16   | 3   | NOR Johannes Thingnes Bø   | 37:07.3 | 3 (0+3+0+0)           | +1:20.0   |
| 17   | 7   | ITA Dominik Windisch       | 37:07.7 | 4 (0+1+2+1)           | +1:20.4   |
| 18   | 12  | ITA Lukas Hofer            | 37:07.7 | 4 (1+1+0+2)           | +1:20.4   |
| 19   | 23  | FRA Antonin Guigonnat      | 37:15.3 | 5 (1+0+2+2)           | +1:28.0   |
| 20   | 22  | SLO Klemen Bauer           | 37:19.8 | 4 (1+0+2+1)           | +1:32.5   |
| 21   | 30  | FIN Tero Seppälä           | 37:25.0 | 3 (1+2+0+0)           | +1:37.7   |
| 22   | 11  | FRA Simon Desthieux        | 37:45.9 | 5 (1+2+2+0)           | +1:58.6   |
| 23   | 5   | SWE Sebastian Samuelsson   | 37:58.8 | 4 (0+1+2+1)           | +2:11.5   |
| 24   | 28  | SUI Serafin Wiestner       | 38:00.9 | 3 (2+1+0+0)           | +2:13.6   |
| 25   | 21  | KOR Timofey Lapshin        | 38:07.4 | 1 (0+1+0+0)           | +2:20.1   |
| 26   | 4   | CZE Michal Krčmář          | 38:09.9 | 5 (1+1+1+2)           | +2:22.6   |
| 27   | 13  | SUI Benjamin Weger         | 38:10.5 | 5 (2+2+1+0)           | +2:23.2   |
| 28   | 27  | LAT Andrejs Rastorgujevs   | 38:47.4 | 3 (0+1+0+2)           | +3:00.1   |
| 29   | 17  | FRA Quentin Fillon Maillet | 38:57.5 | 7 (3+2+2+0)           | +3:10.2   |
| 30   | 24  | LTU Tomas Kaukėnas         | 38:58.0 | 5 (2+0+2+1)           | +3:10.7   |

Legenda
| Recorde mundial      | Recorde mundial (World record)               |                       | Recorde africano                      | Recorde africano (African) |                                           | Q | Classificado por posição (Qualified) |
| Recorde olímpico     | Recorde olímpico (Olympic record)            | Recorde da América    | Recorde da América (Americas)         | q                          | Classificado por melhor tempo (Qualified) |   |                                      |
| Melhor marca do ano  | Melhor marca do ano (World leading)          | Recorde asiático      | Recorde asiático (Asian)              | DNS                        | Não largou (Did not start)                |   |                                      |
| Recorde nacional     | Recorde nacional (National record)           | Recorde europeu       | Recorde europeu (European)            | DNF                        | Não terminou (Did not finish)             |   |                                      |
| Recorde pessoal      | Recorde pessoal do atleta (Personal best)    | Recorde da Oceania    | Recorde da Oceania (Oceania)          | DSQ / DQ                   | Desclassificado (Disqualified)            |   |                                      |
| Recorde da temporada | Recorde da temporada do atleta (Season best) | Recorde sul-americano | Recorde sul-americano (South America) | NM                         | Sem marca (No mark)                       |   |                                      |